# Tieghemella heckelii
Tieghemella heckelii är en tvåhjärtbladig växtart som först beskrevs av Auguste Jean Baptiste Chevalier, och fick sitt nu gällande namn av Jean Baptiste Louis Pierre och Marcel Marie Maurice Dubard. Tieghemella heckelii ingår i släktet Tieghemella och familjen Sapotaceae. IUCN kategoriserar arten globalt som starkt hotad. Inga underarter finns listade i Catalogue of Life.